# Søren Lerby
Søren Lerby (sinh ngày 1 tháng 2 năm 1958) là một cựu danh thủ bóng đá, một huấn luyện viên và người đại diện cầu thủ Đan Mạch. Khi còn là một cầu thủ bóng đá, ông dành phần lớn sự nghiệp của mình trong chơi bóng tại Hà Lan, giành được 5 chức vô địch Eredivisie với Ajax Amsterdam, 2 chức vô địch với PSV Eindhoven. Đặc biệt, trong màu áo của PSV Eindhoven anh đã cùng đội bóng dành Cúp châu Âu năm 1988. Ngoài ra, ông cũng đã có hai danh hiệu Bundesliga với Bayern Munich trước khi chuyển đến thi đấu một mùa giải cho Monaco ở Pháp. Søren Lerby có tổng cộng 67 lần khoác áo đội tuyển quốc gia Đan Mạch từ năm từ 1978 đến 1989, cùng Đan Mạch tham dự World Cup 1986 và hai kỳ EURO trong các năm 1984, 1988. Hiện tại, ông là người đại diện của cầu thủ chạy cánh Dries Mertens.

## Phong cách thi đấu
Ông là một tiền vệ thuận chân trái, luôn hoàn thành tốt nhiệm vụ được giao và là thủ lĩnh của toàn đội. Ông từng thi đấu hai trận tại hai quốc gia khác nhau trong cùng một ngày. Đó là vào ngày 13 tháng 11 năm 1985 khi buổi chiều ông cùng với đội tuyển Đan Mạch làm khách trên sân của Cộng hòa Ireland ở Dublin, và đến tối ông cùng với Bayern Munich phải đối đầu với VfL Bochum tại Cúp bóng đá Đức, khi thời gian đã trôi được một nửa. Kết quả sau đó, Đan Mạch đủ điều kiện tham dự FIFA World Cup 1986 còn Bayern Munich tiếp tục nâng cao chức vô địch.
Ông luôn chơi bóng khi đi giày với tất ngắn hoặc tất dài nhưng gập xuống và không có nệm ống chân. Thói quen này khá hiếm và trái ngược lại với quy tắc bóng đá hiện nay.

## Tiểu sử

### Sự nghiệp câu lạc bộ
Lerby sinh ra ở Copenhagen là con trai của cựu cầu thủ bóng đá U21 Đan Mạch Kaj Lerby. Khi còn trẻ, ông chơi bóng tại câu lạc bộ địa phương là Boldklubben 1903, Taastrup IK và Fremad Amager. Ông bắt đầu thi đấu cho đội hình chính của Fremad Amager, thi đấu 13 trận và ghi được 3 bàn thắng ở Giải hạng nhất Đan Mạch trong mùa giải năm 1975. Sau đó, ông cùng với người đồng đội Frank Arnesen chuyển ra nước ngoài trở thành cầu thủ bóng đá chuyên nghiệp vào tháng 11 năm 1975.
Họ chuyển đến Hà Lan để khoác áo cho câu lạc bộ bóng đá lừng danh lúc bấy giờ là Ajax Amsterdam, lúc đó Lerby chỉ mới 17 tuổi. Trận đấu ra mắt của ông là trận mà Ajax chiến thắng 4-1 trước Go Ahead Eagles vào ngày 11 tháng 4 năm 1976. Ông đã giành tổng cộng 3 chức vô địch Eredivisie trong sáu năm đầu khoác áo Ajax, trong các mùa giải 1976–77, 1978–79, và 1979–80. Mùa hè năm 1981, ông được bổ nhiệm làm đội trưởng, kế nhiệm Frank Arnesen lúc đó chuyển sang Valencia. Trong hai mùa giải Lerby là đội trưởng, Ajax đã giành thêm hai chức vô địch Hà Lan với hiệu số bàn thắng bại cao.
Năm 1983, ông chuyển đến Đức thi đấu cho Bayern Munich như là người thay thế cho tiền vệ Paul Breitner. Ông đã ở đó ba năm, giành hai chức vô địch Bundesliga và hai Cúp bóng đá Đức. Sự nghiệp của ông tiếp tục khi chuyển đến Pháp thi đấu cho Monaco từ năm 1986 đến 1987.
Năm 1987, ông trở về Hà Lan và được đoàn tụ với Frank Arnesen nhưng lần này là tại kình địch của Ajax, PSV Eindhoven. Ông là một phần của đội bóng giành Cúp châu Âu năm 1988 cùng với nhiều cầu thủ đồng hương khác như Jan Heintze, Ivan Nielsen, mặc dù Frank Arnesen đã bỏ lỡ trận chung kết với Benfica vì chấn thương. Ông kết thúc sự nghiệp thi đấu chuyên nghiệp của mình vào năm 1990.

### Sự nghiệp quốc tế
Khi còn là một cầu thủ trẻ của Taastrup IK, Lerby đã được gọi vào đội tuyển U17 Đan Mạch vào tháng 10 năm 1973. Ông ra mắt U19 Đan Mạch vào tháng 4 năm 1974, đại diện cho đội bóng quê nhà thi đấu ở Giải vô địch bóng đá U-19 châu Âu trong năm 1974 và 1975. Ông cũng đã có 3 trận thi đấu cho U21 Đan Mạch.
Khi ở Ajax, ông đã được gọi vào đội tuyển quốc gia Đan Mạch chuẩn bị cho trận gặp Cộng hòa Ireland vào tháng 5 năm 1978, trận đấu có tỉ số hòa 3-3. Ông cùng với đội bóng tham dự Giải vô địch bóng đá châu Âu 1984, giải đấu ông thi đấu đủ cả bốn trận và có một bàn thắng ở trận bán kết gặp Tây Ban Nha, khi Đan Mạch thua ở loạt đá luân lưu. Tại FIFA World Cup 1986, ông cũng thi đấu bốn trận của Đan Mạch, ghi bàn trong chiến thắng 6–1 trước Uruguay. Ông tiếp tục được gọi vào đội tuyển quốc gia tại EURO 1988 nhưng kết thúc vòng bảng Đan Mạch đã bị loại với ba trận thua trước những đội bóng quá mạnh lúc đó là Tây Đức và Ý.

### Sau khi giải nghệ
Từ ngày 9 tháng 10 năm 1991 đến ngày 11 tháng 3 năm 1992 là khoảng thời gian ông làm công tác huấn luyện ở Bayern Munich như là người thay thế Jupp Heynckes. Với thành tích không có gì nổi bật trong đó có trận thua 6-3 trước đội bóng thuở niên thiếu Boldklubben 1903 tại UEFA Cup 1991–92 khiến ông quyết định kết thúc sự nghiệp làm huấn luyện viên để chuyển sang làm người đại diện thể thao được FIFA cấp phép.

### Cuộc sống cá nhân
Lerby đã kết hôn với ca sĩ và nữ diễn viên người Hà Lan Willeke Alberti từ năm 1981 đến 1996. Họ cùng nhau có một cậu con trai đặt tên là Kaj, theo chính tên bố của ông. Lerby sau đó đã kết hôn lần thứ hai với Arlette van der Meulen và có thêm hai người con nữa (một trai và một gái). Hiện nay, ông đang sinh sống tại Laren, một thị trấn nhỏ ở Bắc Hà Lan.

## Danh hiệu
Ajax
- Eredivisie: 1976–77, 1978–79, 1979–80, 1981–82, 1982–83
- KNVB Cup: 1978–79, 1982–83

Bayern Munich
- Bundesliga: 1984–85, 1985–86
- Cúp bóng đá Đức: 1983–84, 1985–86

PSV
- Eredivisie: 1987–88, 1988–89
- KNVB Cup: 1987–88
- Cúp châu Âu: 1987–88

Cá nhân
- Vua phá lưới cúp châu Âu: 1979–80
- Đại sảnh danh vọng bóng đá Đan Mạch